# Rafael Caetano de Almeida
Rafael Caetano de Almeida (sinh ngày 12 tháng 7 năm 1991) là một cầu thủ bóng đá người Brasil.

## Sự nghiệp câu lạc bộ
Rafael Caetano de Almeida đã từng chơi cho FC Gifu.